# 經濟民主連合
經濟民主連合，簡稱經民連（EDU），前身為反黑箱服貿民主陣線，原為數十個出身於台灣太陽花學運的公民團體組成的社團聯盟，2014年9月改名為經濟民主連合，2016年10月改組並完成社團法人登記。

## 宗旨
經民連登記之社團宗旨為：抵抗中國政商勢力，防衛台灣民主，批判新自由主義，捍衛台灣政治、經濟、社會、文化主體性，追求自由、平等、團結、永續的新國家。
2023年經民連會員大會通過將（一）抵抗中國政經勢力、（二）結盟友台國際力量、（三）倡議全民自主國防、（四）推進經濟民主、（五）推進防衛民主、（六）推進在地民主，列為六項中期運動倡議。

## 沿革
2013年6月21日，海峽兩岸服務貿易協議簽訂，當日傍晚「兩岸協議」監督聯盟、台灣勞工陣線、婦女新知基金會、台灣守護民主平台、台灣人權促進會、民間監督健保聯盟、老人福利推動聯盟、殘障聯盟即開始批判及抗議行動，並於24日前往行政院抗議。行動團體提出反對基層民生產業開放中資經營，反對醫療及照護商品化，反對中資經由敏感產業介入台灣政治等實質訴求。程序面則批判黑箱談判，要求在國會完成審議前，行政機關不得啟動生效條款；要求就每一個開放產業，公開進行聽證；要求國會逐條逐項討論表決，決議事項應涵蓋是否生效、生效條件、生效時程、生效範圍與重啟談判。此次行動促使立法院於25日院會無異議通過經朝野協商之決議「海峽兩岸服務貿易協議本文應經立法院逐條審查、逐條表決，服務貿易協議特定承諾表應逐項審查、逐項表決，不得予以全案包裹表決，非經立法院實質審查通過，不得啟動生效條款」。
7月28日擴大結盟後的各團體於濟南路立法院旁舉行「民主團結之夜」，宣布成立「反黑箱服貿民主陣線」（簡稱民主陣線），號召「士農工商站出來，捍衛你我生存權」。24日的發起聲明中強調「反對自由化迷信，保障基層生存權」、「敏感產業中國因素止步」，對於29日立法院臨時會即將審查服貿協議訴求「反對逕付二讀，一產業一公聽會」，並要求立法規範政府對外經貿談判的衝擊影響評估、勞工等利害關係人參與及國會審查程序。
7月31日，青年學生發起「佔領立院、奪回未來，青年反服貿行動」，成員並於8月份成立黑色島國青年陣線，並加入民主陣線。
服貿協議簽訂後，民主陣線與各團體發起了一連串的公開座談、內部培訓、街頭演講、網路文宣與抗爭行動，諸如前往立委賴士葆、李鴻鈞、張慶忠的選區進行訪調、發傳單與街頭演講；參與上百場國會公聽會，並與各產業、勞工代表溝通，揭露服貿協議對各產業、勞工的衝擊與黑箱作業，並於12月下旬在台北、高雄兩地舉辦「反黑箱服貿週」行動。
2014年3月，民主陣線籌劃「捍衛民主120小時行動」，號召3月17日的立法院抗議行動。2014年3月17日張慶忠以三十秒宣布服貿協議視為完成審查生效，3月18日晚上，民主陣線於立法院濟南路側門舉辦反服貿晚會，九點，青年學生與NGO成員衝進立法院，展開了24天的占領行動。3月30日，五十萬民眾湧進凱道抗議。期間，各地青年學生、基層人民與公民團體積極參與，而民主陣線各成員團體於運動期間亦全力投入。4月10日占領行動結束，參與團體發表《堅持，直到島嶼天光（宣言）》、《轉守為攻，遍地開花（行動方案與訴求）》、《台灣佔領我的心（演講稿）》三份聲明。
2014年5月2日，民主陣線發表《向行政院版自經區宣戰》聲明，持續投入反對《自由經濟示範區特別條例》行動。5月26日，反黑箱服貿民主陣線與島國前進等團體合辦「島嶼天光 人民行動」巡迴活動，在高雄市鐵道文化園區舉行巡迴活動。6月25日，民主陣線發起「舉紅牌」行動，要求在《兩岸協定締結條例》完成立法前，停止王張會之舉行。9月10日，兩岸貨品貿易協議第九輪談判，民主陣線前往經濟部抗議，要求停止貨貿談判，批判貨貿談判犧牲廣大農民、勞工利益，成就十大家族在中國的利益。
由於行動範圍已超出「反黑箱服貿」，因此9月10日會員大會通過更名為經濟民主連合，並於10月19日正式對外公布。

## 行動
2014年12月5日，中國前後任海協會長陳雲林、陳德銘聯袂出席在台北國際會議中心舉行的兩岸企業家峰會，經民連認為此一「權貴峰會」是「北京政府與兩岸權貴資本以商逼政，掏空台灣民主，傷害台灣政治經濟自主性的惡行」，號召群眾前往會場抗議，並為回應陳德銘關於「月亮花」的發言，向陳德銘贈送「自製月亮花」。
月亮花遞送過程中，群眾遭警方阻擋，有三位民眾遭警方逮捕前往福德派出所；最後兩岸企業家峰會副秘書長魏可銘代表接受月亮花及抗議信。
2015年10月11日，經濟民主連合與台灣人權促進會、島國前進、地球公民基金會等多達九個社團，為了「停止貨貿談判、抗議卡式台胞證」等二大訴求，於行政院大陸委員會外發起「驅邪」抗議。
11月21日至23日，第十二輪貨貿談判於台北圓山飯店舉行。此次談判是繼10月夏張會確認年底前完成貨貿談判，以及11月7日馬習會將貨貿列為後續談判議題後，再次顯現馬習雙方急於政黨輪替前完成ECFA後續談判，擴大開放中國農工產品進口台灣，完成「兩岸經濟一體化」。經民連與各公民團體先後於11月7日號召「停止貨貿談判，抗議馬習會」遊行、11月21日至圓山大飯店抗議。
2015年11月3日晚間，自由時報揭露馬習會將於7日舉行，舉國譁然。5日，經民連及318運動各團體號召群眾7日上街參加「反對貨貿談判，抗議馬習會遊行」，遊行當日約有5000人從經濟部出發，行經國貿局、農委會，最終至凱道集會。會後，經民連與各團體針對馬習會的聲明中，指出馬英九所說「九二共識」的「一中各表」，已經徹底破滅強調台灣人民對國家的未來享有自決權，並基此重申反對兩岸權貴政商侵害台灣人民的貨貿協議。
2016年9月5日，超過40個反迫遷團體及各地居民自救會聚集於臺北市凱達格蘭大道前抗議，惜根台灣協會、反迫遷連線、台灣人權促進會、經濟民主連合等民間團體代表各地居民提出反迫遷土地正義五大訴求，要求中華民國總統蔡英文應在本月25日前回應迫遷受害者訴求，否則將串連各地自救會重返凱達格蘭大道討回土地正義。
2016年12月15日，立法院內政委員會初審通過《公民投票法》修正草案，公民投票年齡降至18歲，敏感的領土變更複決改依《中華民國憲法增修條文》處理，兩岸政治協議公投則回歸《兩岸協議監督條例》、並保留送立法院會議協商；經濟民主連合在立法院外要求，民主進步黨應堅持先前提出的「政治談判強制公投」條款（兩岸政治協商須經公民投票法律機制，事前都必須提交公民投票來取得人民授權，協商結論也必須經過公投讓台灣人民作最後決定），若最後取消該條款，他們不會接受蔡英文的這個髮夾彎。
2017年2月2日，經濟民主連合在立法院群賢樓前要求立法院內政委員會在本會期完成「對中協議監督條例」三讀，賴中強等三人舉起春聯向民進黨喊話：上聯「立法委員開工大吉」，下聯「監督條例不能再等」，橫批「信守承諾」。
2017年3月18日是太陽花學運三週年，經濟民主連合、民主維新、島國前進等團體在立法院青島東路側門外舉辦「318三週年，監督條例不能再等」晚會，要求立法院在本會期三讀通過《兩岸協議監督條例》；經濟民主連合發言人簡年佑說，否則「2018地方首長選舉、2020大選就不要投票給民進黨」。
2017年6月13日，經濟民主連合等14個民間團體舉辦記者會發表《民間版國家特別基礎建設條例草案》，抨擊前瞻基礎建設計畫不符預算法則、破壞憲政體制。經濟民主連合發言人許博任說，前中華民國國家安全會議副秘書長張榮豐同意參與《民間版》草擬行動，但並不是起草小組成員，也沒有參與起草小組會議。
5月16號經濟民主連合與公民監督國會聯盟等民間團體赴民眾黨黨部請願，喊話民眾黨主席柯文哲發揮8席關鍵力量，讓重要法案退回委員會逐條審查。
5月17日發生2024年立法院改革爭議事件，19日經濟民主連合與公投護台灣聯盟等團體聯合發起集會，呼籲民眾5月21日於立法院外集結陳抗，訴求「退回國會三法，由委員會重審，517議事錄不予承認」。
其於12月17日發動因應立法院中國國民黨及台灣民眾黨意圖改修《財政收支劃分法》、《公職人員選舉罷免法》及《憲法訴訟法》三大法案，和台灣公民陣線發動冬季青鳥在台北活動抗議。

## 外部連結
- 經濟民主連合 （页面存档备份，存于）
- 經濟民主連合的Facebook專頁